# Максимович Борис
Борис Максимович (18 червня 1906, Київ — 3 січня 1994, Детройт) — піаніст і педагог. Професор (1934).

## Життєпис
Народився в м. Київ. Походив з родини музикантів: батько — скрипаль, мати — піаністка. Закінчив Київський музично-драматичний інститут ім. М.Лисенка (1924—1928, клас фортепіано Г. Беклемішева і С. Барера). Широко проводив концертну діяльність у Києві та ін. містах України. 1934—1944 — професор Київської консерваторії (нині Національна музична академія України). 1944 емігрував до Німеччини, де перебував на примусових роботах, а по закінченні Другої світової війни виступав у концертах для американської та французької армій. Потім гастролював з сольними концертами в багатьох містах Зах. Європи: Гамбурзі, Ганновері, Аугсбурзі (1949), Любеку (1949; усі міста в Німеччині), Амстердамі (1950; Нідерланди), Лондоні (1950, Велика Британія), Парижі (Франція) та ін.
З 1950 жив у Детройті (шт. Мічиган, США), де провадив концертну діяльність. З 1952 — професор Українського музичного інституту в Детройті. Виступав також з великим успіхом у Нью-Йорку (США; 1951, 1958, 1962), Торонто (Канада; 1956) та ін.
У його репертуарі були твори українських (М. В. Лисенко, В.Косенко, Н. Нижанківський, Л. Ревуцький, А.Гнатишин), рос. (П. Чайковський, С. Рахманінов, І.Стравінський) та зарубіжних (Л. ван Бетховен, Р. Шуман, А. Скарлатті, Ф. Ліст, Ф. Шопен) композиторів. Був першим виконавцем фортепіанного концерту В.Косенка.
Максимович брав участь у Всеукраїнських конкурсах музикантів (1930, 1931) та Всесоюзному конкурсі музик-виконавців у Ленінграді (нині м. Санкт-Петербург; 1935). Виступав солістом симфонічних оркестрів (Відень, 1945, диригент Г. Вайсбах; Детройт, 1969), а також під егідою Українського музичного інституту.
Акомпанував українським співакам (найчастіше своїй дружині — В.Богаченко-Максимович).
Помер у м. Детройт.